# 澳洲草莓藏針事件
澳洲草莓藏針事件是澳大利亞食品安全事件，影響澳大利亚草莓以及其他水果。於2018年9月在澳大利亞多個省的草莓中被發現藏有缝衣针，經由新聞媒體大幅報導和社群媒體擴散後，使案件暴增，因此澳洲政府在9月20日火速立法通過，針對此類犯行，設下15年的最高刑期。

## 最初反應
2018年9月9日，一名Facebook用戶在布里斯本的沃爾沃斯超市斯特拉斯潘中心張貼文章，表示他的朋友吃了草莓農場Berry Obsession的草莓後，被草莓裡面的針頭所傷，並因此被送往醫院急診室。9月11日，第二名受害者向沃爾沃斯超市報告此事，在接下來的幾天裡，新南威爾斯州、維多利亞省、澳洲首都領地、塔斯馬尼亞州等多個地區都發現了藏有針頭的草莓。

## 受影響的品牌
截至2018年9月16日，澳洲政府已經確定以下的品牌受到針頭的汙染。
昆士蘭出產的草莓：
- 唐尼布魯克莓果（Donnybrook Berries）
- 莓果迷（Berry Obsession）
- 好吃莓果（Berry Licious）
- 愛莓果（Love Berry）
- 開心草莓（Delightful Strawberries）
- 綠洲（Oasis brands）

西澳洲出產的草莓：
- Mal的黑標（Mal's Black Label）

澳洲警方和衛生單位建議消費者丟棄或退回受影響品牌的草莓，如果要吃也應該將草莓切片。昆士蘭省衛生總監珍妮特·楊醫師表示「最好的方式是把所有的草莓都丟了。」
科爾斯超市（Coles）和奧樂齊超市（Aldi）已將草莓全面下架，並在9月18日補貨。而沃爾沃斯超市（Woolworths，簡稱Woolies）只下架了受影響品牌的草莓。

### 其他水果
2018年9月18日，据澳大利亚媒体报道，当天有一名悉尼市民在削苹果时发现其中藏有一枚钢针。截至2018年9月19日，在澳洲的香蕉和苹果中也都已出现藏针事件，不过还仅有个案。

## 回應

### 調查
昆士蘭省草莓種植者協會最初表示，他們有理由懷疑犯嫌是一名心懷不滿的前包裝員。該協會的副會長Adrian Schultz認為這起事件是商業恐怖主義的行為。西澳的草莓種植者Tony Holl在接受澳大利亞廣播公司採訪時表示，有人對草莓業有仇。
截至2018年9月19日，藏针现象已扩大到维多利亚州、澳大利亚首都直辖区、南澳大利亚、塔斯马尼亚和西澳大利亚，造成澳大利亚全国性恐慌。这一现象的原因此时尚未查明，昆士兰警方说，草莓业供应链的复杂结构延缓了调查速度。澳洲全国草莓价格已直线下降，据当地媒体报道称，西澳大利亚的草莓零售价格已经低于成本价。
当地时间9月19日，澳大利亚当地警方表示已逮捕一名男孩，他承认自己将针放进草莓，并称这是一起恶作剧。该案件将按照青少年警告系统处理。

### 政府回應
9月15日，昆士兰州政府宣布懸賞10萬美金，希望取得和嫌犯有關的資訊。同月18日，昆士蘭州州長白乐琪表示會撥出100萬美元協助該州的草莓業者。她表示「因為醜陋、卑鄙的計畫犯罪，昆士蘭州在過去這一星期以來成了受害者」。同樣在18號，西澳州長馬克·麥高恩也提出了10萬美金的懸賞金，作為提供犯罪者訊息的獎勵。
9月18日，边远地区服务部长布丽姬特·麥肯齊發布了一份聲明，宣稱這此事件是刻意的破壞，並希望消費者在購買前要謹慎小心，在吃之前要把果實切開。
事件最早的发生地昆士兰州政府宣布，将向农民补贴1亿澳元。

### 種植者的處理措施
9月15日，Suncoast Harvest農場在Facebook上宣布到今年年底前停種草莓，有百名工人因此失業。西澳大利亚草莓种植者协会表示，作为防范措施，一些草莓生产者已经开始订购金属探测器以檢驗異物。
為了挽回消費者對草莓的信心，一些農場不得不把草莓銷毀，昆士蘭省的Donnybrook Berries把銷毀大量草莓的過程拍攝成影片並分享到網路上，影片觀看次數已經超過百萬。一間昆士蘭省的農場燒毀了五十萬株草莓，他們認為收穫這些草莓會耗費更多的成本。

### 提控
11月11日下午，一名曾在昆士蘭州東南方城市布里斯本北部的卡布丘某草莓園擔任採摘部主管，50歲的越裔澳籍女嫌犯鄭美玉（My Ut Trinh，音譯）被控9月2至5日期間將縫衣針置入草莓，在7項汙染商品罪名下面臨最高10年刑期。該婦女於隔日在布里斯班地方法院出庭。
11月23日，按照保释条件，鄭美玉上交了她的护照並获准保释。
時隔一年半，2020年6月15日鄭氏以6條食品污染及致使經濟損失罪名遭控，其舉動共引起240宗仿效案例；該案延後至7月27日開庭審訊。